# Whitney-on-Wye
Whitney-on-Wye – wieś i civil parish w Anglii, w hrabstwie Herefordshire. Leży 26 km na zachód od miasta Hereford i 214 km na zachód od Londynu. W 2011 roku civil parish liczyła 117 mieszkańców. Whitney jest wspomniana w Domesday Book (1086) jako Witenie.